# Biton ehrenbergi
Biton ehrenbergi är en spindeldjursart som beskrevs av Karsch 1880. Biton ehrenbergi ingår i släktet Biton och familjen Daesiidae. Inga underarter finns listade.